# Styrian Bears 2019
Questa voce raccoglie le informazioni riguardanti gli Styrian Bears nelle competizioni ufficiali della stagione 2019.

## AFL - Division I 2019

### Stagione regolare
| Sankt Pölten 6 aprile 2019, ore 16:00 3ª giornata | Sankt Pölten Invaders | 6 – 21 (6-7 0-0 0-0 0-14) referto | Styrian Bears | Egger Homefield |

| Graz 20 aprile 2019, ore 14:00 4ª giornata | Styrian Bears | 35 – 10 (14-0 7-7 7-3 7-0) referto | Vienna Vikings 2 | Verbandsplatz Graz |

| Vienna 5 maggio 2019, ore 15:00 5ª giornata | Vienna Knights | 16 – 6 (6-0 0-0 0-6 10-0) referto | Styrian Bears | Footballzentrum Ravelinstraße |

| Graz 12 maggio 2019, ore 14:00 6ª giornata | Styrian Bears | 22 – 50 (0-14 8-22 0-8 14-6) referto | Bratislava Monarchs | Verbandsplatz Graz |

| Vienna 18 maggio 2019, ore 18:00 7ª giornata | Vienna Vikings 2 | 13 – 17 (7-0 0-0 6-7 0-10) referto | Styrian Bears | Footballzentrum Ravelinstraße |

| Graz 2 giugno 2019, ore 14:00 8ª giornata | Styrian Bears | 41 – 13 (7-7 14-6 7-0 13-0) referto | Vienna Knights | Verbandsplatz Graz |

| Bratislava 9 giugno 2019, ore 14:00 9ª giornata | Bratislava Monarchs | 42 – 7 (14-0 20-7 8-0 0-0) referto | Styrian Bears | ŠCP Dúbravka |

| Graz 30 giugno 2019, ore 14:00 12ª giornata | Styrian Bears | 21 – 12 (0-0 12-0 3-6 6-6) referto | Sankt Pölten Invaders | Verbandsplatz Graz |

### Statistiche di squadra
| Competizione      | %Vittorie | In casa | In casa | In casa | In casa | In casa | In casa | In trasferta | In trasferta | In trasferta | In trasferta | In trasferta | In trasferta | Totale | Totale | Totale | Totale | Totale | Totale |
| Competizione      | %Vittorie | G       | V       | N       | P       | Pf      | Ps      | G            | V            | N            | P            | Pf           | Ps           | G      | V      | N      | P      | Pf     | Ps     |
| ----------------- | --------- | ------- | ------- | ------- | ------- | ------- | ------- | ------------ | ------------ | ------------ | ------------ | ------------ | ------------ | ------ | ------ | ------ | ------ | ------ | ------ |
| Stagione regolare | .625      | 4       | 3       | 0       | 1       | 119     | 85      | 4            | 2            | 0            | 2            | 51           | 77           | 8      | 5      | 0      | 3      | 170    | 162    |
| Totale            | .625      | 4       | 3       | 0       | 1       | 119     | 85      | 4            | 2            | 0            | 2            | 51           | 77           | 8      | 5      | 0      | 3      | 170    | 162    |